# Protexarnis anthracina
Protexarnis anthracina là một loài bướm đêm trong họ Noctuidae.